# Wanderland
Wanderland es el segundo álbum de estudio de la cantautora estadounidense de R&B Kelis, lanzado el 17 de octubre del 2001 por Virgin Records.

## Información
Kelis estaba viviendo en Europa a la vez que lanzaba su álbum. Wanderland fue más experimental que su álbum previo Kaleidoscope'', y tuvo un modesto éxito en los charts.
De acuerdo a Kelis, Virgin Records, su compañía de Estados Unidos en ese tiempo, no les gustó el álbum Wanderland. Los ejecutivos de Virgin sintieron que el álbum no tenía suficientes sencillos fuertes y por lo tanto no lo lanzaron en los Estados Unidos, siendo limitado a Europa, Asia y Latinoamérica solamente.

## Lista de canciones
Todas las canciones escritas por Pharrell Williams, Chad Hugo, y Kelis Rogers, excepto las citadas.
1. "Intro" – 1:11
2. "Young, Fresh n' New" – 4:37
3. "Flash Back" – 3:26
4. "Popular Thug" (featuring Pusha T of Clipse) (Williams, Hugo, Terrence Thornton) – 4:13
5. "Daddy" (featuring Malice of Clipse) (Williams, Hugo, Gene Thornton) – 3:50
6. "Scared Money" – 4:00
7. "Shooting Stars" – 6:18
8. "Digital World" (featuring Roscoe) (Williams, Hugo, Amir Porter) – 4:25
9. "Perfect Day" (Williams, Hugo, Gwen Stefani, Tony Kanal, Tom Dumont) – 3:56
10. "Easy Come, Easy Go" (Williams, Hugo, Rogers, George Clinton, Jr., Abrim Tilmon, Jr., Bernard Worrell, William Collins, Lorenzo Patterson, Eric Wright, André Young) – 3:33
11. "Junkie" – 2:58
12. "Get Even" (Williams, Hugo) – 4:12
13. "Mr. U.F.O. Man" (featuring John Ostby) – 4:27
14. "Little Suzie" – 11:48

La pista oculta "I Don't Care Anymore" (Phil Collins) puede ser encontrada en algunas ediciones al final de "Little Suzie". Otras ediciones tienen un mix extendido de "Intro" el cual es llamado "Star Wars".
Japanese edition
1. "Smells Like Teen Spirit" (Live Edited Version) – 4:38

## Posicionamiento
| Listas (2001)       | Posición |
| ------------------- | -------- |
| French Albums Chart | 133      |
| Swiss Albums Chart  | 79       |
| UK Albums Chart     | 78       |

## Fechas de lanzamiento
| País        | Fecha                  | Discográfica |
| ----------- | ---------------------- | ------------ |
| Japón       | 17 de octubre de 2001  | EMI          |
| Alemania    | 26 de octubre de 2001  | EMI          |
| Reino Unido | 29 de octubre de 2001  | Virgin       |
| Suiza       | 29 de octubre de 2001  | EMI          |
| France      | 1 de noviembre de 2001 | EMI          |
| Brazil      | 1 de noviembre de 2001 | EMI          |